# Mari Luz Cristóbal Caunedo
María Luz Cristóbal Caunedo (Máñores - Tineo, 30 de agosto de 1948) es una conocida cantante española de tonada asturiana.
A largo de su carrera ha ganado los concursos de canción asturiana de mayor renombre e importancia de Asturias.
Su carrera discográfica comenzó con colaboraciones con los más importantes cantantes de música tradicional asturiana como son : Enrique García Palicio «L'Abogáu», Luis Estrada, Jorge Tuya o José Manuel Collado, y tuvo acompañada a la gaita por Luis de Arnizo, Manolo Quirós, Alberto Varillas, Vicente Prado «El Pravianu» o El Gaiteru de Veriña.
Con el «Colectivu Muyeres» grabó canciones en los tres discos que editaron.
Su primer disco interpretado por ella fue la Misa Asturiana de Gaita (grabado en 1998). En este disco Pedro Pangua la acompañaba al tambor y El Gaiteru de Veriña a la gaita.
En 1999 graba Onde la ñublina posa, disco en el que la acompañan buena parte de los mejores músicos tradicionales de Asturias, convirtiéndose en un disco que marcaría una forma diferente de hacer las cosas dentro de la música asturiana.
Ha editado también el cantar de Seronda, disco de 18 canciones en el que recibe la ayuda de 24 músicos.
Ha representado a Asturias en el Festival intercéltico de Lorient.
- Datos: Q9028833